# Nilmari Santini
Pour les articles homonymes, voir Santini.
Nilmari Santini, née le 25 mai 1959 à San Juan (Porto Rico) et morte le 25 mars 2006 dans la même ville, est une judokate portoricaine.

## Palmarès international en judo
| Championnats du monde      | Championnats du monde | Championnats du monde |
| Année                      | Médaille              | Catégorie             |
| -------------------------- | --------------------- | --------------------- |
| 1986                       | bronze                | +72 kg                |
| Jeux panaméricains         |                       |                       |
| Année                      | Médaille              | Catégorie             |
| 1987                       | or                    | +72 kg                |
| 1991                       | argent                | +72 kg                |
| 1991                       | argent                | ouverte               |
| Championnats panaméricains |                       |                       |
| Année                      | Médaille              | Catégorie             |
| 1984                       | or                    | ouverte               |
| 1984                       | argent                | +72 kg                |
| 1986                       | or                    | ouverte               |
| 1992                       | argent                | +72 kg                |